# Иоаким (Мареш)
Епи́скоп Иоаки́м (рум. Episcop Ioachim, в миру Йоан Муреш, рум. Ioan Mareș; 12 марта 1927, Мэгирешти, жудец Бакэу — 24 апреля 2009, Хуши) — епископ Румынской православной церкви, епископ Хушский.
Был 50-м епископом Хушиским с 4 июля 1996 года по 24 апреля 2009 года и первым с момента его возрождения Хушской епархии 14 февраля 1996 года. Будучи правящим епископом Хушским, он также был членом Священного Синода Румынской православной церкви.

## Биография
Родился 12 марта 1927 года в селе Мэгирешти уезда Бакэу, будучи сыном Николая и Марии Мареш, при крещении получил имя Иоанн.
Окончил начальную школу в родном селе, затем семинарию святого Георгия в городе Роман. В 1946—1948 годы обучался на богословском факультете в Сучавы. После его расформирования в 1948 году перешёл в Трансильванию в Университетский богословский институт в Клуж, где традиции духзовной эизни были другими. Окончил богословский институт в Клуже в 1950 году со степенью бакалавра с отличием («Magna cum laude»).
После вступления в брак с Анной Мунтяну он был 21 мая 1952 года в Епископальном соборе в Романе рукоположен в сан диакона, а 29 июня того же года в епископском Соборе святого Петра и Павла в Хуше рукоположен в сан священника.
В течение более трёх десятилетий он был священником в следующих приходах: приход Дамиенешти, жудец Бакэу (1952—1954), где он отремонтировал и украсил церковь и приходский дом; в Тырдени, где он построил приходский дом (1954—1955); в церкви святого Николая в Мойнешти (1955—1962); Церковь в Леорде-Комэнешти, жудец Бакэу (1957—1967), в церкви святого Николая, жудец Бакэу (1972—1978); в то же время восстановил приходскую церковь в родном селе Мэгирешти.
С 1955 года он занимал следующие административные должности: секретарь Протоерии Мойнешть (1956—1972), член Епархиального собрания Романской епархии и делегат Национального церковного собрания (1962—1972), председатель Епархиальной консистории Романской и Хушской епархии (1972—1978), после чего в результате богатого накопленного опыта ему была назначена должность административного викария этой епископии (1978—1985).
Будучи с 1971 года вдовым священником, избран викарием Романской и Хушской епархии с титулом «Васлуйский». 17 октября 1985 года принял монашество с именем Иоаким. 24 ноября 1985 года состоялась его хиротония и интронизация.
Как архиерей-викарий Романской и Хушской епархии, провёл богатую миссионерско-пастырскую, административно-хозяйственную и культурную деятельность. Между 1985—1989 годами он укреплял, расписывал и украшал церковь «Пречиста-Маре» в Романе, а в 1991 году в муниципии Бакэу заложил фундамент крупнейшего на тот момент собора Румынии во имя «Вознесение Господня» и руководит его строительством до 2001 года.
14 февраля 1996 года года была возрождена Хушская епархия, выделенная из Романской. 4 июля 1996 года Священный Синод Румынской православной церкви и Церковная избирательная коллегия избрали епископа Иоакима правящим архиереем данной епархии.
Он издал и распечатал более 20 томов книг, из которых: летопись Романской и Хушской епископии (11 томов). Начиная с 1995 года редактируется летопись Хушской епископии, включающая 6 томов с исследованиями, хроническими вкладками, свидетельствами преемственности и румынской духовности. Он также опубликовал в многочисленных церковных журналах более 100 исследований и статей, в основном на тематику Молдавской и Сучавской митрополии, а также по Романской епархии.
Скончался 24 апреля 2009 года около 13:30 в епископской резиденции в Хуше.